# Oberlin (Kansas)
Oberlin è un comune degli Stati Uniti d'America, situato nello Stato del Kansas, nella contea di Decatur, della quale è anche il capoluogo...